# Oriolo Romano
Oriolo Romano é uma comuna italiana da região do Lácio, província de Viterbo, com cerca de 2.920 (Cens. 2001) habitantes. Estende-se por uma área de 19,23 km², tendo uma densidade populacional de 151,85 hab/km². Faz fronteira com Bassano Romano, Bracciano (RM), Canale Monterano (RM), Manziana (RM), Vejano.

## Demografia
| Variação demográfica do município entre 1861 e 2011                               |
|                                                                                   |
| Fonte: Istituto Nazionale di Statistica (ISTAT) - Elaboração gráfica da Wikipedia |